# Aphidius maximus
Aphidius maximus är en stekelart som beskrevs av Théobald 1937. Aphidius maximus ingår i släktet Aphidius och familjen bracksteklar. Inga underarter finns listade i Catalogue of Life.